# Silvius inflaticornis
Silvius inflaticornis is een vliegensoort uit de familie van de dazen (Tabanidae). De wetenschappelijke naam van de soort is voor het eerst geldig gepubliceerd in 1925 door Austen.